# Chiriquí (zatoka)
Chiriquí (hiszp. Golfo de Chiriquí) – zatoka Oceanu Spokojnego położona u wybrzeży Panamy, rozciągająca się od granicy z Kostaryką na zachodzie do półwyspu Azuero na wschodzie. Na terenie zatoki znajduje się Park Narodowy Coiba oraz wyspa Coiba, największa wyspa Panamy.